# Kodyma (Fluss)
Die Kodyma (ukrainisch Кодима) ist ein 155 km, nach anderen Quellen 149 km langer, rechter Nebenfluss des Südlichen Bugs in der Ukraine.

## Flusslauf
Der Fluss entspringt im Stadtgebiet der Stadt Kodyma in der Oblast Odessa und fließt in südwestliche Richtung durch die Stadt Balta. Bei Krywe Osero erreicht er die Oblast Mykolajiw und mündet schließlich bei Kinezpil im Südwesten von Perwomajsk in den Südlichen Bug. Der Fluss hat ein Einzugsgebiet von 2448 km².

## Nebenflüsse
Links: Hedsyliw Jar (ukrainisch Гедзилів Яр, 29 km lang, Einzugsgebiet 323 km²), Batischok (ukrainisch Батіжок, 35 km lang).